# Starving Anonymous
Starving Anonymous (jap. 食糧人類-Starving Anonymous- Shokuryō jinrui: Starving Anonymous) – manga napisana przez Yū Kuraishi i zilustrowana przez Kazu Inabe, publikowana w magazynie internetowym „e Young Magazine” wydawnictwa Kōdansha od marca 2016 do listopada 2018. W Polsce seria została wydana przez Waneko.
Sequel, zatytułowany Starving Anonymous Re:Velation, ukazywał się w magazynie „Comic Days” wydawnictwa Kōdansha między kwietniem 2021 a czerwcem 2023.

## Fabuła
Kiedy Japonię nawiedza fala upałów, licealiści Ie i Kazu próbują uciec przed gorącem. Po schronieniu się w klimatyzowanym autobusie nagle zostają wystawieni na działanie gazu, który usypia wszystkich pasażerów. Kiedy Ie odzyskuje przytomność, znajduje się w hali, w której ludzie są tuczeni słodkim sokiem, a następnie zabijani. Ie chce uciec i zabrać ze sobą Kazu, który już poddał się działaniu soku przyćmiewającego zmysły. Jednak Yamabiki i Natsune, którzy poinformowali chłopaka o panujących tu warunkach, mają inne cele, a wszyscy z nich są nieustannie narażeni na odkrycie przez ślimakokształtne potwory, które zarządzają farmą.

## Publikacja serii
Manga ukazywała się w magazynie internetowym „e Young Magazine” wydawnictwa Kōdansha od 11 marca 2016 do 5 listopada 2018. Jej rozdziały zostały zebrane w 7 tomach tankōbon, które były wydawane od 20 września 2016 do 20 lutego 2019.
16 lutego 2024 wydanie mangi w Polsce zapowiedziało Waneko, premiera odbyła się zaś 9 kwietnia tego samego roku.
| Nr | Język japoński    | Język japoński         | Język polski         | Język polski           |
| Nr | Data wydania      | ISBN                   | Data wydania         | ISBN                   |
| -- | ----------------- | ---------------------- | -------------------- | ---------------------- |
| 1  | 20 września 2016  | ISBN 978-4-06-382855-9 | 9 kwietnia 2024      | ISBN 978-83-8242-767-7 |
| 2  | 17 marca 2017     | ISBN 978-4-06-382941-9 | 11 czerwca 2024      | ISBN 978-83-8242-768-4 |
| 3  | 20 czerwca 2017   | ISBN 978-4-06-382985-3 | 9 sierpnia 2024      | ISBN 978-83-8242-769-1 |
| 4  | 20 listopada 2017 | ISBN 978-4-06-510305-0 | 10 października 2024 | ISBN 978-83-8242-770-7 |
| 5  | 20 kwietnia 2018  | ISBN 978-4-06-511264-9 | 9 grudnia 2024       | ISBN 978-83-8242-771-4 |
| 6  | 20 września 2018  | ISBN 978-4-06-512702-5 | 10 lutego 2025       | ISBN 978-83-8242-772-1 |
| 7  | 20 lutego 2019    | ISBN 978-4-06-514554-8 | 9 kwietnia 2025      | ISBN 978-83-8242-773-8 |

Sequel serii, zatytułowany Starving Anonymous Re:Velation, był publikowany w magazynie „Comic Days” wydawnictwa Kōdansha od 8 kwietnia 2021 do 15 czerwca 2023. Całość została zebrana w 7 tankōbonach, wydanych między 8 września 2021 a 12 lipca 2023.
| Nr | Data wydania (język japoński) | ISBN (język japoński)  |
| -- | ----------------------------- | ---------------------- |
| 1  | 8 września 2021               | ISBN 978-4-06-524869-0 |
| 2  | 12 stycznia 2022              | ISBN 978-4-06-526537-6 |
| 3  | 13 kwietnia 2022              | ISBN 978-4-06-527396-8 |
| 4  | 14 września 2022              | ISBN 978-4-06-529220-4 |
| 5  | 8 lutego 2023                 | ISBN 978-4-06-530635-2 |
| 6  | 12 kwietnia 2023              | ISBN 978-4-06-531335-0 |
| 7  | 12 lipca 2023                 | ISBN 978-4-06-532413-4 |

## Odbiór
W 2015 roku seria zajęła 10. miejsce w konkursie Next Manga Award w kategorii manga internetowa.